# Sulfitkardus
Sulfitkardus er et ensidigt glat, træfrit papir. Det har ofte et mønster på den glatte side, f.eks. striber. Disse er præget ind i papiret med filt på en valse under fremstillingen. Papiret fremstilles både hvidt og farvet. Papiret benyttes f.eks. til indpakningspapir. 